# Ulricehamn
Ulricehamn est une ville de Suède, chef-lieu de la commune d'Ulricehamn dans le comté de Västra Götaland. 9 250 personnes y vivent.